# Szariwka (hromada Wałky)
Szariwka (ukr. Шарівка) – wieś na Ukrainie, w obwodzie charkowskim, w rejonie bogoduchowskim, w hromadzie Wałky. W 2001 liczyła 770 mieszkańców, spośród których 735 wskazało jako ojczysty język ukraiński, 29 rosyjski, 2 białoruski, 2 ormiański, 1 inny, a 1 osoba się nie zadeklarowała.